# Erika Engel-Wojahn
Erika Engel-Wojahn (* 21. September 1911 in Berlin; † 6. Juli 2004 in Potsdam) war eine deutsche Kinderbuchautorin, Lyrikerin und Illustratorin. Sie verfasste über 250 Chorlieder und Kantaten.
Erika Engel schrieb die Texte der beiden bekannten deutschen Weihnachtslieder Sind die Lichter angezündet und Vorfreude, schönste Freude.

## Leben

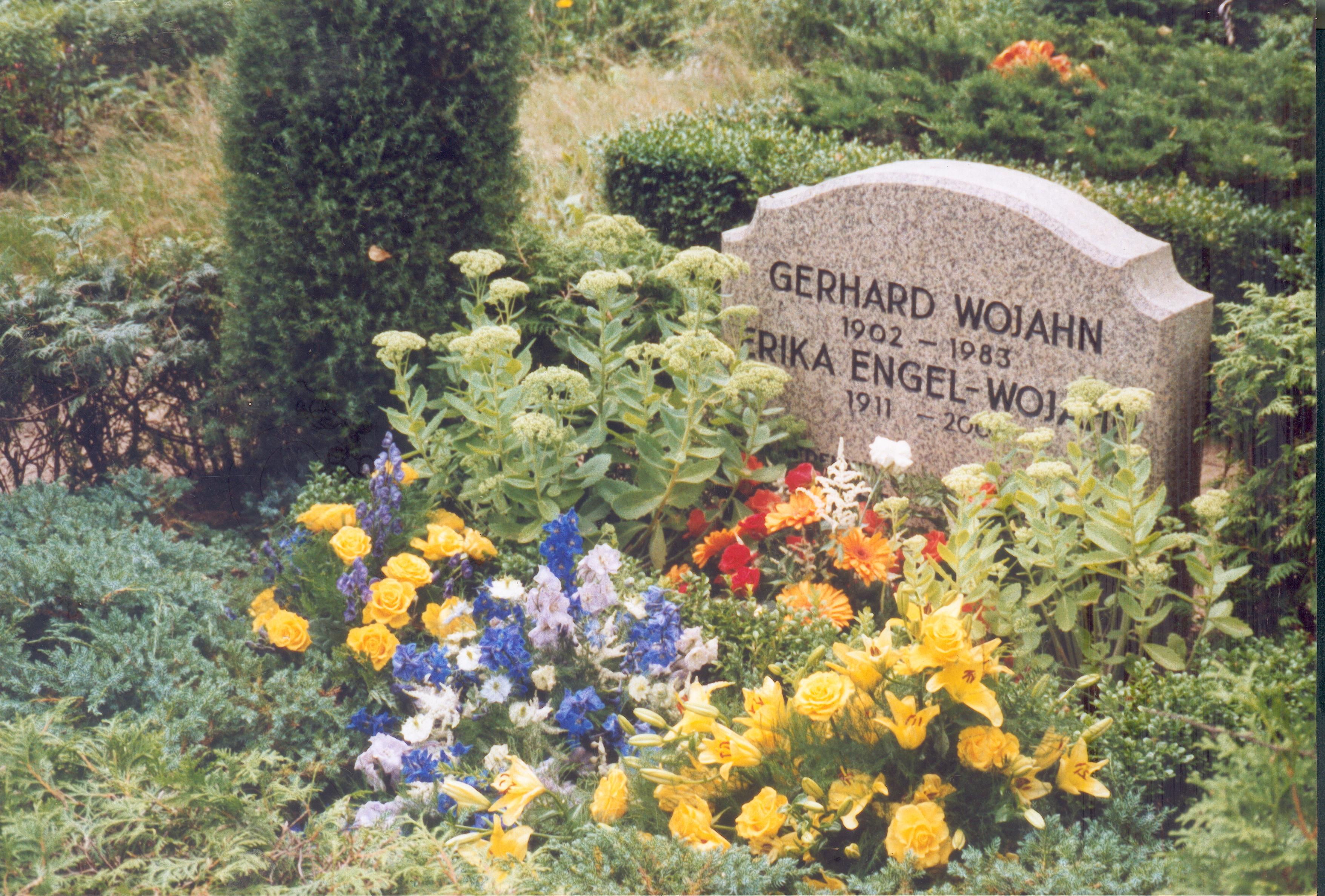
Grabstein von Erika Engel-Wojahn, 2004

Die geborene Berlinerin lebte von 1945 bis 1952 in Bergholz-Rehbrücke und bis zu ihrem Tod in Potsdam. Sie war Karikaturistin, Illustratorin von Kinderbüchern und Lyrikerin. Erika Engel arbeitete als Karikaturistin für verschiedene Zeitungen und Zeitschriften, z. B. die Berliner Zeitung, die Neue Berliner Illustrierte, den Eulenspiegel und die Märkische Volksstimme. Ihre Liedtexte wurden u. a. von Hans Sandig, Hans Naumilkat und Leo Spies vertont. Nach einem Unfall lebte sie seit 1984 im Potsdamer Seniorenheim „Käthe Kollwitz“. Am 3. August 2004 wurde ihre Urne auf dem Friedhof in Bergholz-Rehbrücke beigesetzt.

## Werke
Kinderbücher
- Tierdoktor Bautz, Berlin-Grunewald [1939]
- Geburtstag im Kindergarten, Berlin 1955

Illustrierte Bücher
- Zwerge sehen dich an, Berlin 1948
- Springtime, Berlin 1957
- mit Ingeborg Meyer-Rey: Das Osternest

Chorlieder
- Sind die Lichter angezündet (Weihnachtslied), Berlin 1960
- Vorfreude, schönste Freude (Weihnachtslied), Berlin 1952
- Es wollen zwei auf Reisen gehn (aus dem Film Die Fahrt nach Bamsdorf, 1956)
- Der Volkspolizist
- Ein feierlicher Tag ist heute
- Blumen hab ich mir bestellt

Filme
- Liedtexte für den Film Die Fahrt nach Bamsdorf, 1956